# Vitali Egorov
Pour les articles homonymes, voir Iegorov.
Vitaliy Viktorovych Yehorov ou Vitali Egorov, né le 23 mars 1964 à Kharkov, est un patineur artistique et entraîneur soviétique, champion d'Union soviétique en 1984 et champion du monde junior en 1979.

## Biographie

### Carrière sportive
Vitali Egorov monte cinq fois sur le podium des championnats d'Union soviétique dont une fois sur la plus haute marche en 1984.
Il représente son pays à deux mondiaux juniors (1979 à Augsbourg où il conquiert le titre mondial et 1980 à Megève où il obtient la médaille d'argent) et un championnat européen (1984 à Budapest). 
Il ne participe jamais ni aux mondiaux seniors ni aux Jeux olympiques d'hiver.
Il est un des premiers patineurs au monde à réaliser un triple Axel, en l'exécutant en avril 1981, lors de la Coupe d'URSS à Sverdlovsk.

### Reconversion
Après s'être retiré des compétitions sportives, Vitali Egorov devient entraîneur dans sa ville natale.

## Palmarès
| Compétitions principales        | 1979    | 1980    | 1981    | 1982    | 1983    | 1984    | 1985    | 1986    | 1987    |  |  |  |  |  |
| Jeux olympiques d'hiver         |         |         |         |         |         |         |         |         |         |  |  |  |  |  |
| Championnats du monde           |         |         |         |         |         |         |         |         |         |  |  |  |  |  |
| Championnats d'Europe           |         |         |         |         |         | 7e      |         |         |         |  |  |  |  |  |
| Championnats d'Union soviétique |         |         |         |         | 3e      | 1er     | 2e      | 3e      | 3e      |  |  |  |  |  |
| Championnats du monde juniors   | 1er     | 2e      |         |         |         |         |         |         |         |  |  |  |  |  |
|                                 |         |         |         |         |         |         |         |         |         |  |  |  |  |  |
| Autres Compétitions             | 1978/79 | 1979/80 | 1980/81 | 1981/82 | 1982/83 | 1983/84 | 1984/85 | 1985/86 | 1986/87 |  |  |  |  |  |
| Skate Canada                    |         |         |         | 6e      |         |         |         |         | 1er     |  |  |  |  |  |
| Moscou Skate                    |         |         |         | 3e      |         |         |         | 3e      | 2e      |  |  |  |  |  |
|                                 |         |         |         |         |         |         |         |         |         |  |  |  |  |  |